# Liste der Kulturdenkmale in Kuddewörde
In der Liste der Kulturdenkmale in Kuddewörde sind alle Kulturdenkmale der schleswig-holsteinischen Gemeinde Kuddewörde (Kreis Herzogtum Lauenburg) aufgelistet (Stand: 10. März 2025).

## Legende
In den Spalten befinden sich folgende Informationen:
- Objekt-ID: die Nummer des Kulturdenkmales
- Lage: die Adresse des Kulturdenkmales und die geographischen Koordinaten. Kartenansicht, um Koordinaten zu setzen. In der Kartenansicht sind Kulturdenkmale ohne Koordinaten mit einem roten Marker dargestellt und können in der Karte gesetzt werden. Kulturdenkmale ohne Bild sind mit einem blauen Marker gekennzeichnet, Kulturdenkmale mit Bild mit einem grünen Marker.
- Offizielle Bezeichnung: Bezeichnung des Kulturdenkmales
- Beschreibung: die Beschreibung des Kulturdenkmales
- Bild: ein Bild des Kulturdenkmales

## Sachgesamtheiten
| Objekt-ID      | Lage                                                | Offizielle Bezeichnung      | Beschreibung | Bild |
| -------------- | --------------------------------------------------- | --------------------------- | --- | ---- |
| 51724          | Am Brink 1 (53° 35′ 16″ N, 10° 24′ 9″ O)            | Hofanlage Am Brink          | Hofanlage Am Brink; im Kern 18. Jahrhundert; anschaulich erhaltene Hofanlage mit Wohn- und Wirtschaftsgebäude und Fachwerkscheune im historischen Ortskern von Kuddewörde - Begründung: geschichtlich, Kulturlandschaft prägend - Schutzumfang: Wohn- und Wirtschaftsgebäude, Fachwerkscheune                                        | BW   |
| 40575 Wikidata | Am Brink (53° 35′ 18″ N, 10° 24′ 4″ O)              | Kirche St. Andreas          | Aktualisierung vorgesehen - Begründung: geschichtlich, künstlerisch, städtebaulich, Kulturlandschaft prägend - Schutzumfang: Kirche St. Andreas mit Ausstattung, Kirchhof, Grabmale bis 1870, Feldsteinwall | BW   |
| 37160          | Sachsenwaldstraße 27 (53° 34′ 32″ N, 10° 23′ 20″ O) | Hofanlage Sachsenwaldstraße | Hofanlage Sachsenwaldstraße; Ende 19. Jh.; historisches und regionaltypisches Ensemble bestehend aus Wohnhaus, Wirtschaftsflügel und Nebengebäude; mit Baumreihe und Hofpflasterung - Begründung: geschichtlich, Kulturlandschaft prägend - Schutzumfang: Wohnhaus mit Baumreihe, Wirtschaftsflügel mit Hofpflasterung, Nebengebäude | BW   |
| 37167          | Sachsenwaldstraße 41 (53° 34′ 0″ N, 10° 22′ 58″ O)  | Forstgehöft Rothenbek       | ehem. Forstgehöft Rothenbek; 1877 – 1920; Forsthaus, 1875, giebelständiges Wohn- und Wirtschaftsgebäude mit Anbau von 1920. Scheune; 1920, Architekt Alfred Hackmack; Drempelscheune mit Fachwerk - Begründung: geschichtlich, Kulturlandschaft prägend - Schutzumfang: Forsthaus, Scheune                                           | BW   |

## Bauliche Anlagen
| Objekt-ID      | Lage                                                | Offizielle Bezeichnung             | Beschreibung | Bild            |
| -------------- | --------------------------------------------------- | ---------------------------------- | --- | --------------- |
| 37174          | Am Brink 1 (53° 35′ 16″ N, 10° 24′ 8″ O)            | Wohn- und Wirtschaftsgebäude       | Wohn- und Wirtschaftsgebäude; im Kern 18. Jh.; langgestrecktes Fachhallenhaus mit Mauerwerksausfachung unter abgewalmten Mansarddach, Stallanbau an der südlichen Traufseite - Begründung: geschichtlich, Kulturlandschaft prägend - Schutzumfang: gesamtes Objekt - Denkmaltyp: Bauliche Anlage, Sachgesamtheit: Hofanlage Am Brink                                                     | BW              |
| 3327 Wikidata  | Am Brink (53° 35′ 18″ N, 10° 24′ 4″ O)              | Kirche St. Andreas mit Ausstattung | Alteintragung (Aktualisierung vorgesehen) - Begründung: geschichtlich, künstlerisch, städtebaulich - Schutzumfang: gesamtes Objekt - Denkmaltyp: Bauliche Anlage, Sachgesamtheit: Kirche St. Andreas | Fotos hochladen |
| 37178          | Am Großen Wasser 1 (53° 35′ 14″ N, 10° 24′ 19″ O)   | Wohn- und Wirtschaftsgebäude       | Wohn- und Wirtschaftsgebäude; 1913; eingeschossiger, giebelständiger Backsteinbau unter Mansarddach, anschaulich erhaltenes, regionaltypisches Wohn- und Wirtschaftsgebäude - Begründung: geschichtlich, Kulturlandschaft prägend * Schutzumfang: gesamtes Objekt - Denkmaltyp: Bauliche Anlage                                                                                          | BW              |
| 3046 Wikidata  | Lauenburger Straße 1 (53° 34′ 43″ N, 10° 23′ 25″ O) | Grander Wassermühle                | Die Grander Mühle wurde im Jahr 1345 erstmals urkundlich erwähnt. Nach dieser Urkunde stand schon 1303 eine alte Mühle bei Grande. Wann und von wem die Mühle erbaut wurde, ist nicht bekannt. Alteintragung (Aktualisierung vorgesehen) - Begründung: Alteintragung (Aktualisierung vorgesehen) - Schutzumfang: Alteintragung (Aktualisierung vorgesehen) - Denkmaltyp: Bauliche Anlage | Fotos hochladen |
| 23737 Wikidata | Lauenburger Straße 1 (53° 34′ 43″ N, 10° 23′ 24″ O) | Stauanlagen                        | Alteintragung (Aktualisierung vorgesehen) - Begründung: Alteintragung (Aktualisierung vorgesehen) - Schutzumfang: Alteintragung (Aktualisierung vorgesehen) - Denkmaltyp: Bauliche Anlage | BW              |
| 23739 Wikidata | Lauenburger Straße 1 (53° 34′ 43″ N, 10° 23′ 24″ O) | Wasserflächen um die Mühle         | Alteintragung (Aktualisierung vorgesehen) - Begründung: Alteintragung (Aktualisierung vorgesehen) - Schutzumfang: Alteintragung (Aktualisierung vorgesehen) - Denkmaltyp: Bauliche Anlage | BW              |
| 10742 Wikidata | Möllner Straße 43 (53° 35′ 13″ N, 10° 24′ 7″ O)     | ehem. Clemens-Schulz-Heim          | Alteintragung (Aktualisierung vorgesehen) - Begründung: geschichtlich, künstlerisch, Kulturlandschaft prägend - Schutzumfang: gesamtes Objekt - Denkmaltyp: Bauliche Anlage | Fotos hochladen |
| 37161          | Sachsenwaldstraße 27 (53° 34′ 31″ N, 10° 23′ 19″ O) | Wohnhaus                           | Wohnhaus; 1897; zweigeschossiger Mauerwerksbau unter flachgeneigtem Walmdach; repräsentative Gestaltung in spätklassizistischer Formensprache; mit Baumreihe - Begründung: geschichtlich, Kulturlandschaft prägend - Schutzumfang: Wohnhaus, Baumreihe - Denkmaltyp: Bauliche Anlage, Sachgesamtheit: Hofanlage Sachsenwaldstraße                                                        | BW              |
| 37170          | Sachsenwaldstraße 41 (53° 34′ 0″ N, 10° 23′ 0″ O)   | Scheune                            | Scheune; 1920, Architekt Alfred Hackmack; zweigeschossige Drempelscheune aus Fachwerk mit Backsteinausfachungen und Holzverschalungen, flach geneigtes Satteldach mit Teerpappedeckung - Begründung: geschichtlich, Kulturlandschaft prägend - Schutzumfang: gesamtes Objekt - Denkmaltyp: Bauliche Anlage, Sachgesamtheit: Forstgehöft Rothenbek                                        | BW              |

## Gründenkmale
| Objekt-ID      | Lage                                   | Offizielle Bezeichnung | Beschreibung | Bild |
| -------------- | -------------------------------------- | ---------------------- | --- | ---- |
| 19833 Wikidata | Am Brink (53° 35′ 17″ N, 10° 24′ 5″ O) | Kirchhof               | Alteintragung (Aktualisierung vorgesehen) - Begründung: geschichtlich, Kulturlandschaft prägend - Schutzumfang: Kirchhof, Grabmale bis 1870, Feldsteinwall - Denkmaltyp: Gründenkmal, Sachgesamtheit: Kirche St. Andreas | BW   |

## Quelle
- Liste der Kulturdenkmale in Schleswig-Holstein – Herzogtum Lauenburg (PDF)

- Karte mit allen Koordinaten:
- OSM |
- WikiMap